# Taça de Portugal (volleyboll, damer)
Taça de Portugal är en cupturnering i volleyboll för damer i Portugal. Tävlingen har genomfört sedan 1972/1973 och organiseras av Federação Portuguesa de Voleibol.

## Resultat per år[1]
| Upplaga                 | Upplaga               | Podium                 | Podium                                    | Podium             |
| Säsong                  | Spelplats för finalen | Mästare                | Matchresultat                             | Finalist           |
| ----------------------- | --------------------- | ---------------------- | ----------------------------------------- | ------------------ |
| 1972-73 mer information | -                     | SL Benfica             | -                                         | -                  |
| 1973-74 mer information | -                     | SL Benfica             | -                                         | -                  |
| 1974-75 mer information | -                     | Leixões SC             | -                                         | -                  |
| 1975-76 mer information | -                     | Leixões SC             | -                                         | -                  |
| 1976-77 mer information | -                     | Leixões SC             | -                                         | -                  |
| 1977-78 mer information | -                     | Leixões SC             | -                                         | -                  |
| 1978-79 mer information | -                     | Leixões SC             | -                                         | -                  |
| 1979-80 mer information | -                     | Leixões SC             | -                                         | -                  |
| 1980-81 mer information | -                     | CDU Porto              | -                                         | -                  |
| 1981-82 mer information | -                     | Atlético CP            | -                                         | -                  |
| 1982-83 mer information | -                     | Atlético CP            | -                                         | -                  |
| 1983-84 mer information | -                     | Atlético CP            | -                                         | -                  |
| 1984-85 mer information | -                     | Sporting CP            | -                                         | -                  |
| 1985-86 mer information | -                     | Sporting CP            | -                                         | -                  |
| 1986-87 mer information | -                     | Boavista FC            | -                                         | -                  |
| 1987-88 mer information | -                     | Boavista FC            | -                                         | -                  |
| 1988-89 mer information | -                     | Leixões SC             | -                                         | -                  |
| 1989-90 mer information | -                     | CR Estrelas da Avenida | -                                         | -                  |
| 1990-91 mer information | -                     | Leixões SC             | -                                         | -                  |
| 1991-92 mer information | -                     | Boavista FC            | -                                         | -                  |
| 1992-93 mer information | -                     | Boavista FC            | -                                         | -                  |
| 1993-94 mer information | -                     | Boavista FC            | 3 - 1 (15-11, 13-15, 15-5, 15-10)         | Castêlo da Maia GC |
| 1994-95 mer information | -                     | Boavista FC            | 3 - 0 (15-9, 15-13, 15-5)                 | Castêlo da Maia GC |
| 1995-96 mer information | -                     | Castêlo da Maia GC     | 3 - 1 (15-12, 10-15, 16-14, 15-9)         | CS Madeira         |
| 1996-97 mer information | -                     | Castêlo da Maia GC     | 3 - 0 (15-2, 15-4, 15-5)                  | Boavista FC        |
| 1997-98 mer information | -                     | Castêlo da Maia GC     | 3 - 0 (15-0, 15-4, 15-10)                 | CS Madeira         |
| 1998-99 mer information | -                     | Castêlo da Maia GC     | 3 - 0 (15-10, 15-0, 15-7)                 | Boavista FC        |
| 1999-00 mer information | -                     | Castêlo da Maia GC     | 3 - 2 (25-23, 22-25, 23-25, 25-21, 15-11) | CS Madeira         |
| 2000-01 mer information | -                     | Boavista FC            | 3 - 0 (25-20, 25-18, 25-21)               | CS Madeira         |
| 2001-02 mer information | -                     | Castêlo da Maia GC     | 3 - 0 (25-19, 25-15, 25-15)               | CSD Câmara         |
| 2002-03 mer information | -                     | Castêlo da Maia GC     | 3 - 2 (25-17, 22-25, 23-25, 25-17, 15-13) | CS Madeira         |
| 2003-04 mer information | -                     | Castêlo da Maia GC     | 3 - 2 (22-25, 19-25, 26-24, 25-17, 15-8)  | CS Madeira         |
| 2004-05 mer information | Castelo de Paiva      | CA da Trofa            | 3 - 0 (25-22, 25-20, 25-19)               | Famalicense AC     |
| 2005-06 mer information | Paredes               | CA da Trofa            | 3 - 0 (25-20, 25-18, 25-21)               | CD Ribeirense      |
| 2006-07 mer information | Baião                 | CA da Trofa            | 3 - 0 (25-13, 25-23, 25-14)               | GDC Gueifães       |
| 2007-08 mer information | Baião                 | CS Madeira             | 3 - 0 (25-22, 25-17, 25-16)               | GDC Gueifães       |
| 2008-09 mer information | Baião                 | CD Ribeirense          | 3 - 1 (25-14, 18-25, 25-17, 25-16)        | GDC Gueifães       |
| 2009-10 mer information | Baião                 | CA da Trofa            | 3 - 0 (25-15, 25-16, 25-9)                | SC Braga           |
| 2010-11 mer information | Baião                 | CD Ribeirense          | 3 - 0 (25-17, 25-20, 26-24)               | CA da Trofa        |
| 2011-12 mer information | Baião                 | CD Ribeirense          | 3 - 0 (25-17, 25-13, 25-13)               | Castêlo da Maia GC |
| 2012-13 mer information | Baião                 | CD Ribeirense          | 3 - 1 (24-26, 25-23, 25-22, 25-20)        | GDC Gueifães       |
| 2013-14 mer information | Baião                 | Rosário Vólei          | 3 - 2 (21–25, 19–25, 25–18, 25–19, 15–7)  | CD Ribeirense      |
| 2014-15 mer information | Paredes               | Porto Vólei 2014       | 3 - 0 (25-23, 25-13, 25-18)               | AVC Famalicão      |
| 2015-16 mer information | Vila Flor             | AVC Famalicão          | 3 - 0 (25–20, 19–25, 25–22, 25–22)        | Porto Vólei 2014   |
| 2016-17 mer information | Póvoa de Varzim       | AVC Famalicão          | 3 - 1 (21-25, 25-20, 25-21, 25-22)        | Porto Vólei 2014   |
| 2017-18 mer information | Santo Tirso           | Porto Vólei 2014       | 3 - 0 (25-22, 25-23, 25-20)               | Clube Kairós       |
| 2018-19 mer information | Póvoa de Varzim       | AJM FC Porto           | 3 - 0 (25–16, 25–23, 26–24)               | Clube Kairós       |
| 2019-20 mer information | Santo Tirso           | AJM FC Porto           | 3 - 0 (25-16, 25-18, 25-21)               | Clube Kairós       |
| 2020-21 mer information | Matosinhos            | Leixões SC             | 3 - 1 (16-25, 25-21, 25-17, 25-20)        | Sporting CP        |
| 2021-22 mer information | Viana do Castelo      | Leixões SC             | 3 - 0 (25-19, 25-15, 26-24)               | Vitória SC         |